# Ercole Gonzaga
Ercole kardinal Gonzaga, italijanski škof in kardinal, * 23. november 1505, Mantova, † 3. marec 1563, Mantova.

## Življenjepis
10. maja 1521 je postal škof Mantove. 3. maja 1527 je bil povzdignjen v kardinala.
Dvakrat je bil imenovan za apostolskega administratorja: Sovana-Pitigliano (5. julij 1529-17. april 1532) in Tarazona (26. junij 1537- december 1546).
8. junija 1561 je prejel škofovsko posvečenje.